# Scopifera antorides
Scopifera antorides är en fjärilsart som beskrevs av Druce 1891. Scopifera antorides ingår i släktet Scopifera och familjen nattflyn. Inga underarter finns listade.